# Naturschutzgebiet Nettetal
Koordinaten: 51° 28′ 48,7″ N, 8° 38′ 14,8″ O

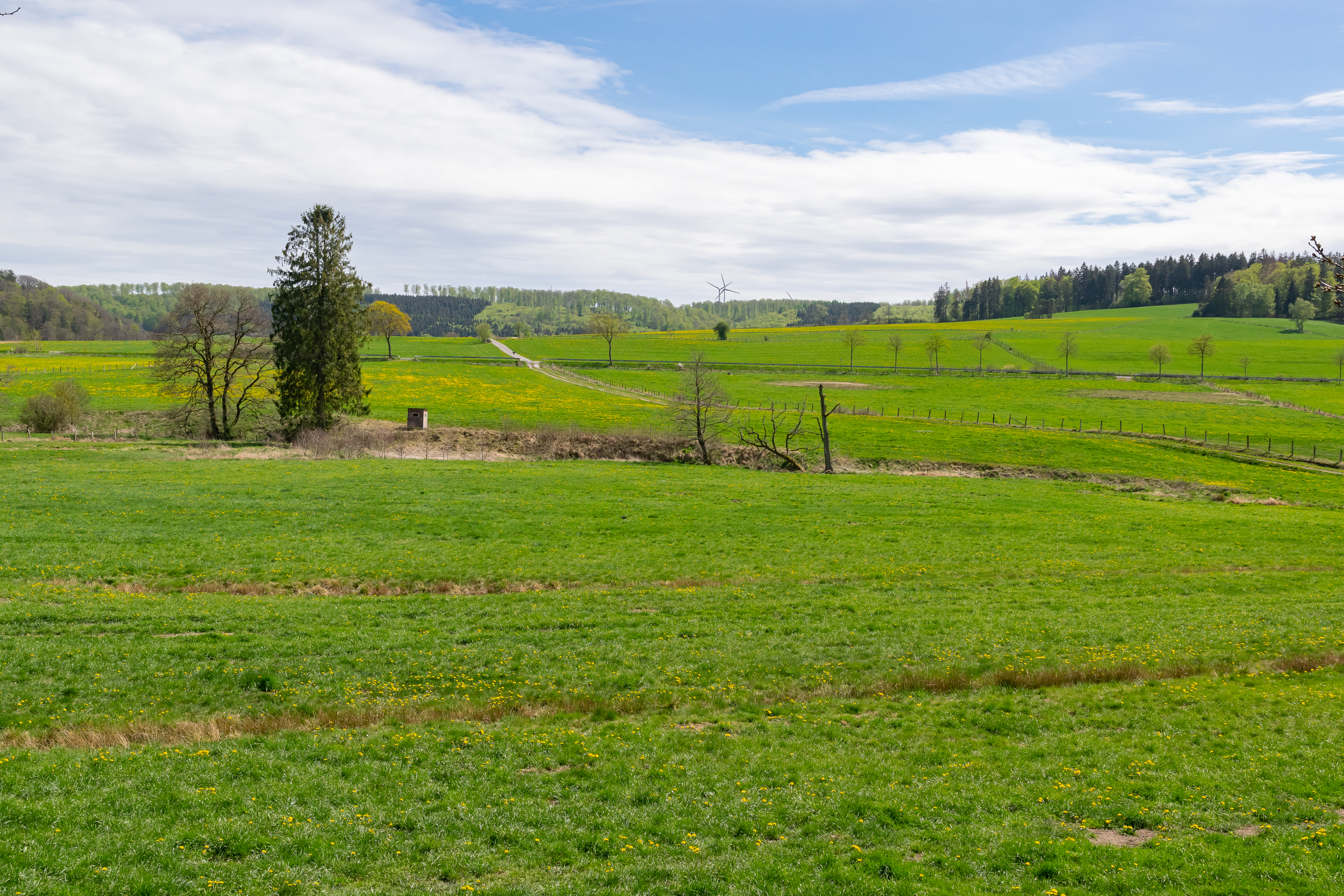
Naturschutzgebiet Nettetal

Das Naturschutzgebiet Nettetal liegt nördlich von Alme im Stadtgebiet von Brilon im Hochsauerlandkreis in Nordrhein-Westfalen. Das 38,96 ha große Naturschutzgebiet hat die Schlüssel-Nummer HSK-486 und steht seit 2008 unter Naturschutz. Die Ostgrenze des NSG ist gleichzeitig die Grenze zum Kreis Paderborn. Im Kreis Paderborn grenzt direkt das Naturschutzgebiet Leiberger Wald an. Im Nordwesten grenzt direkt die L 637 an und hinter der Landstraße liegt das Naturschutzgebiet Almetal. Im HSK grenzen im südwestlichen Bereich das Landschaftsschutzgebiet Obermöhne- / Almewald und Almer Quellgrund und im südöstlichen das Landschaftsschutzgebiet Hallinghausen an. Das NSG grenzt im Osten an die B 480. Hinter der B 480 liegt das Naturschutzgebiet Lühlingsbachtal und das Landschaftsschutzgebiet Freiflächen im Lühlingsbachtal. 
Das Naturschutzgebiet Nettetal gehört zum FFH-Gebiet Leiberger Wald (Nr. DE-4517-303) mit 1864 ha Größe. Das FFH-Gebiet ist ein Teil des europäischen Natura-2000-Schutzgebietsnetzes und liegt überwiegend im Kreis Paderborn. Das NSG gehört seit 2023 zum Vogelschutzgebiet Diemel- und Hoppecketal mit angrenzenden Wäldern.

## Gebietsbeschreibung
Im NSG liegt Grünland und der Bach Nette. Im Grünland gibt es Feucht- und Nassgrünland, ferner Quellsümpfe. Es gibt auch kleinere Erlenbrüche und bachbegleitenden Erlenwäldern.
Das Landesamt für Natur, Umwelt und Verbraucherschutz Nordrhein-Westfalen dokumentierte im Schutzgebiet Pflanzenarten wie Acker-Minze, Bachbunge, Bittersüßer Nachtschatten, Breit-Wegerich, Breitblättriges Knabenkraut, Brennender Hahnenfuß, Echtes Mädesüß, Fieberklee, Fuchssches Greiskraut, Gemeiner Hohlzahn, Gewöhnliche Pestwurz, Gewöhnlicher Blutweiderich, Gewöhnlicher Gilbweiderich, Goldenes Frauenhaarmoos, Großes Windröschen, Gundermann, Gänseblümchen, Hain-Gilbweiderich, Hain-Sternmiere, Heil-Ziest, Kohldistel, Kleiner Baldrian, Kriechender Günsel, Kriechender Hahnenfuß, Kuckucks-Lichtnelke, Kümmel-Silge, Moor-Labkraut, Pfennigkraut, Quellen-Hornkraut, Quell-Sternmiere, Scharfer Hahnenfuß,  Schlangen-Knöterich, Schild-Ehrenpreis, Schmalblättriges Wollgras, Sumpf-Dotterblume, Sumpf-Helmkraut, Sumpf-Labkraut, Sumpf-Pippau, Sumpf-Schachtelhalm, Sumpf-Schafgarbe, Sumpf-Veilchen, Sumpf-Vergissmeinnicht, Sumpf-Weidenröschen, Teich-Schachtelhalm, Teufelsabbiss, Ufer-Wolfstrapp, Vierkantiges Weidenröschen, Wald-Engelwurz, Wald-Ziest, Wasser-Greiskraut, Wiesen-Labkraut, Wiesen-Platterbse und Wiesen-Schaumkraut.

## Schutzzweck
Schutzgrund ist die Erhaltung und Optimierung eines wichtigen Verbundstücks im zusammenhängenden, überregional bedeutsamen Grünland-Talsystem von Lülingsbach, Nette und Alme mit ausgedehnten, artenreichen Lebensräumen des Feucht- und Nassgrünlandes, der Quellsümpfe, Erlenbruch- und bachbegleitenden Erlenwäldern, damit auch Schutz der hier vorkommenden Vogel-, Insekten- und Pflanzenarten, von denen etliche landesweit gefährdet sind.